# Thibaut Georgin
Thibaut Georgin (februari 1968) is een Belgisch bestuurder.

## Levensloop
Van opleiding een handelsingenieur van de Université libre de Bruxelles, afgestudeerd in 1992 aan de Solvay Brussels School of Economics and Management, begon Georgin zijn carrière in 1992 bij Unilever. In 2000 maakte hij de overstap naar Bpost waar hij eindigde in 2005. In 2003 had hij ook een bijkomende opleiding gevolgd aan de Columbia University in New York. Hij was van 2011 tot 2016 voorzitter van de raad van bestuur van de Waalse publieke watermaatschappij Société Publique de Gestion de l'Eau (SPGE). Hij is medeoprichter (in 2010) en zaakvoerder van de consultingfirma Igneos en van 2014 tot 2020 bestuurder van de duurzame energiecoöperatieve Energiris, en nog actief bestuurder van Kaya, Ecopreneur, Women on Board en de Université libre de Bruxelles. In 2020 werd hij door de Brusselse Hoofdstedelijke Regering tot voorzitter van de raad van bestuur van BRUGEL, de Brusselse reguleringsautoriteit voor de elektriciteits- en gasmarkt benoemd, een positie die hij in 2021 terug opgaf. Georgin werd in 2021 op voordracht van de Ecolo minister van Mobiliteit Georges Gilkinet voorzitter van de raad van bestuur van de Nationale Maatschappij der Belgische Spoorwegen (NMBS), in opvolging van Jean-Claude Fontinoy. Zelf autoloos, is hij een voorvechter voor een sterker openbaar vervoer. Hij stelde in 2021 bij zijn benoeming: "Nooit was er een regering die zo hard geloofde in de trein als deze. Ook Europa ziet het spoor als essentieel in de klimaatomslag. Het verkleinen van onze ecologische voetafdruk zal niet alleen lukken door allemaal een elektrische wagen te kopen." In 2023 bevestigde hij zelf partijlid van Ecolo te zijn in zijn eerste interview als voorzitter van de NMBS.
Georgin is gastdocent aan de Université de Namur, de Haute École Bruxelles-Brabant (HE2B) en de Haute École ICHEC - ECAM - ISFSC.

## Privé
Georgin is een zoon van de in 1970 vermoorde FDF-militant Jacques Georgin.